# Диана Йоргова (стрелец)
Диана Йоргова е български спортист по спортна стрелба.

## Биография
Родена е на 11 април 1971 г. в град Силистра. Семейството се преселва в град Русе и тук започва да тренира спортна стрелба на 16-годишна възраст при треньора Елисавета Досева. Завършва Английска гимназия „Гео Милев“ (Русе), полувисше образование със специалност библиотечно дело и новогръцка филология в Софийския университет.
Състезава се за СК „Академик“ в дисциплината 25 м. пистолет (1991-1997). Първия и успех е четвърто място на европейското първенство в Манчестър. Печели бронзов медал от европейското първенство в Бърно и е ицешампион на европейско първенство (1995). Два пъти печели „Световна купа“ (1996, 1997) и златен медал на европейско първенство отборно. На турнира за световната купа в Милано поставя световен рекорд от 594 т.
На летните олимпийски игри в Аталанта през 1996 г. печели сребърен медал.